# 釧路市立釧路小学校
釧路市立釧路小学校（くしろしりつ くしろしょうがっこう）は、北海道釧路市にある公立小学校。

## 概要
- 付近にまなぼっと幣舞や釧路総合振興局の建物がある。
- 在籍児童は250名ほどである。
- 制服はない。
- 校舎は4階建てで、体育館が校舎内蔵型である。
- 3学期制が採用されている。
- 冬季には校庭にスケートリンクができる。

## 校歌
- 作詞 - 渡邊 政之
- 作曲 - 二橋 潤一

## 沿革
- 2008年（平成20年）
  - 4月1日 - 釧路市立日進小学校・釧路市立東栄小学校・釧路市立柏木小学校が統合し、釧路市立釧路小学校が創設される。
  - 4月6日 - 開校式と第1回入学式挙行。15学級（特2学級含む）・児童数396名でスタートを切った。
  - 5月26日 - PTA設立総会開催。
  - 6月21日 - 第1回大運動会開催。
  - 10月19日 - 第1回学芸会開催。
- 2009年（平成21年）3月19日 - 第1回卒業証書授与式挙行。最初の卒業生は65名。
- 2011年（平成23年）3月11日 - 14時46分頃に発生した東日本大震災による大津波警報発令により、本校に避難所設置。
- 2012年（平成24年）11月30日 - 新校舎完成し、全児童・職員による引っ越し。
- 2013年（平成25年）1月11日 - 新校舎の見学会を開催。
- 2014年（平成26年）
  - 6月15日 - 第7回第運動会開催（本校グラウンドで初開催）。
  - 7月4日 - 新校舎落成を祝う会を開催。
- 2017年 （平成29年）
  - 6月18日 - 開校十周年記念大運動会開催。
  - 11月25日 - 開校十周年記念式典挙行。
- 2018年（平成30年）9月6日 - 3時08分頃に発生した北海道胆振東部地震による停電（ブラックアウト）により、この日と翌日の2日間、臨時休校の措置を採った。

## 行事
- 4月 - 入学式・始業式
- 5月 -
- 6月 -
- 7月 - 1学期終業式
- 8月 - 2学期始業式・自然体験学習（1年生のみ）
- 9月 - 修学旅行（6年生のみ）・宿泊研修（5年生のみ）
- 10月 -
- 11月 - ハロウィン集会
- 12月 - 2学期終業式
- 1月 - 3学期始業式
- 2月 -
- 3月 - 卒業式・終業式

## 委員会・児童会
委員会は以下のものがある。
- 保健
- 図書
- 生活
- 環境
- 体育
- 放送
- また、釧路小には児童会が組織されている。

## 部活動
部活動には、以下のものなどがある。
- バスケットボール部
- 金管同好会

## クラブ活動
クラブ活動は、以下のものなどがある。なお、上記部活動とは別個のものである。また、6年生は9月までの活動である。
- アウトドアスポーツ
- 遊び
- イラスト
- インドアスポーツ
- 家庭科
- サイエンス
- 卓球

## 学校周辺
- 釧路総合振興局
- 釧路教会
- 三吉神社
- 浦見公園
  - 浦見児童遊園
- 北海道警察釧路方面本部釧路警察署富士見交番
- ローソン釧路浦見店
- 北海道道113号釧路環状線
- まなぼっと幣舞
  - エフエムくしろサテライトスタジオ・送信所
- 釧路三恵会病院
- 釧路富士見郵便局
- 北海道道25号釧路港線

## アクセス
- くしろバス一般路線バス・「たくぼく循環バス」で、
  - 「釧路三恵会病院」バス停から、徒歩約250m・約4分。
  - 「浦見4丁目」バス停から、徒歩約380m・約6分。
  - 「小奴の碑」バス停から、徒歩約400m・約6分（直線距離は約190mと近いが、道路と校門設置位置の関係で遠回りとなる）。
  - 「浦見3丁目」バス停から、徒歩約545m・約8分（直線距離は約210mと近いが、道路と校門設置位置の関係で遠回りとなる）。
    - 一般路線バスは、「釧路三恵会病院」バス停のみ停車。また、同バス停は、「たくぼく循環バス」の外回り便は停車しない。